# 萨克森-安哈尔特
萨克森-安哈尔特（德語：Sachsen-Anhalt，發音：[ˌzaksn̩ ˈʔanhalt] ⓘ）是德意志联邦共和国的一个州，州府在马格德堡。它与下萨克森州、勃兰登堡州、萨克森州和图林根州相邻。

## 地理
萨克森-安哈尔特的北部是平原，这里的城市与北德的城市有着共同的历史关系，它们中有些是汉萨同盟的成员。中部是肥沃的马格德堡平原。西南部是哈茨山。南部靠近萨克森的边界上以哈雷为中心是一个重要的工业区（有“化学三角”之称）。

## 经济与交通
萨克森-安哈尔特有两个重要的工业区，在南部从哈雷开始一直到萨克森州的莱比锡是德国历史上传统的重工业区，尤其以化工为主，其他工业如光学工业也是很著名的。中部以马格德堡为中心是另一个重要的工业区。马格德堡的优点是它交通方便。这座城市位于中欧东西交通要道之上，从巴黎通向华沙，甚至莫斯科的高速公路和铁路经过这里，从德国西部通向首都柏林的德國高速列車也通过此處。贯通中欧的中欧运河和从捷克既可以航行的易北河在这里相交。
哈茨山区是德国的一个重要的国内旅游区。

### 就业
在兩德統一的过程中，原東德的萨克森-安哈尔特州受到很大的经济冲击，一些过去东德重要的国营企业（如鲁纳石油提炼厂、罗伯特隆电子工业等）关闭，使萨克森-安哈尔特州许多人失业。萨克森-安哈尔特州是今天德国失业率比较高（2005年达20%）、负债也比较高的一个州，在德国联邦州中属于相对贫困州。此后，经济形势逐渐稳定并明显好转，2022年失业率降至8%左右。

## 城市
萨克森-安哈尔特州的重要城市有：
- 马格德堡（邦府）
- 德紹-羅斯勞
- 哈雷
- 路德城维滕贝格
- 哈尔伯施塔特
- 奎德林堡
- 施滕达尔
- 克滕

## 历史
萨克森-安哈尔特是一个非常年轻的州，第二次世界大战后它才成立。从历史上来看它的主要部分是普鲁士的萨克森省，加上二战以前的安哈尔特自由邦和不伦瑞克公国的一部分。
1947年7月21日萨克森-安哈尔特州正式成立，但1952年7月23日就被解散了（东德当时废弃了州作为行政区，而直接国内分地区和县，以加强中央对地区的控制），1990年10月28日两德合併后再度成立。

## 政治
从1990年萨克森-安哈尔特州再次成立后，该州的政府多次更换，原因往往是原州政府被控贪污或原政府成员曾为东德国家安全局工作（按德国法律原东德国家安全局的正式或非正式工作人员不得进入国家机构）。
在1998年的州政府选举中极右的德意志人民联盟首次参加选举立刻获得了近13%的选票，全国为之大哗。
在2002年的一次大选中基督教民主联盟获胜，德国民主社会主义党获第二位，德国社会民主党第三，德国自由民主党第四，其它党派未能获得5%的选票落选。德意志人民联盟因内部分裂落选。

### 最新选举
在2011年3月20日的州议会选举中，结果是:德国基督教民主联盟(CDU)41，左翼党(Linke)29，德国社会民主党(SPD)26，联盟90/绿党(B90/G)9，基民盟和社民党组成了新一届大联合政府。

现在的州长是基督教民主联盟的Reiner Haseloff。

## 行政区划

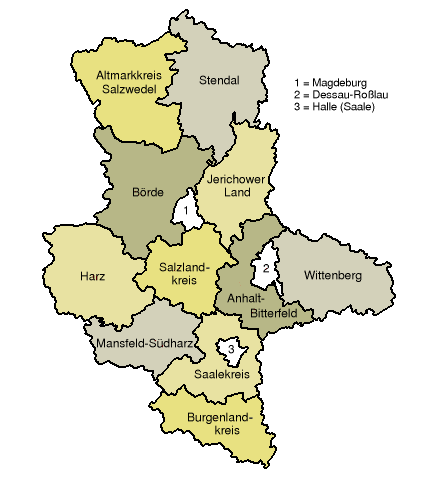
萨克森-安哈尔特在2007年的行政区划，3个非县辖城市和11个县

到2003年为止，萨克森-安哈尔特划分为三个行政区。2004年1月1日起，行政区被取消，全州划分为3个非县辖城市和21个县。2007年，萨克森-安哈尔特划分为3个非县辖城市和11个县。
3个非县辖城市：
- 马格德堡（面积200.95km²）
- 德绍-罗斯劳（面积244.62km²）
- 哈雷（面积135.01km²）

11个县：
- 萨尔茨韦德尔-阿尔特马克县（面积2,292km²），首府萨尔茨韦德尔
- 施滕达尔县（面积2,423.04km²），首府施滕达尔
- 伯尔德县（面积2,366km²），首府哈尔登斯莱本
- 耶里肖地区县（面积1,336.63km²），首府布尔格
- 哈茨县（面积2,104km²），首府哈尔伯施塔特
- 萨尔茨兰县（面积1,425.9km²），首府贝恩堡
- 安哈特-比特费尔德县（面积1,452.7km²），首府克滕
- 维滕贝格县（面积1,929.89km²），首府维滕贝格
- 曼斯费尔德-南哈茨县（面积1,448.6km²），首府桑格豪森
- 萨勒县（面积1,433km²），首府梅泽堡
- 布尔根兰县（面积1,413.4km²），首府瑙姆堡